# 米洛什·马尔科维奇
米洛什·马尔科维奇（羅馬化：Miloš Marković，1947年1月27日—2010年2月25日），塞尔维亚男子水球运动员。他曾代表南斯拉夫国家队参加1972年和1976年夏季奥林匹克运动会水球比赛，均获得第五名。